# Байдала (Павлодарская область)
Байдала (каз. Байдала) — село в Павлодарской области Казахстана. Находится в подчинении городской администрации Павлодара. Входит в состав Кенжекольского сельского округа. Код КАТО — 551043200.

## Население
В 1999 году население села составляло 573 человека (291 мужчина и 282 женщины). По данным переписи 2009 года, в селе проживал 521 человек (261 мужчина и 260 женщин).